# Інцидент з E-190 над Лісабоном
Інцидент з E-190 над Лісабоном — авіаційний інцидент, що стався 11 листопада 2018 року в небі над Лісабоном (Португалія). Пасажирський авіалайнер Embraer ERJ-190LR казахської авіакомпанії Air Astana виконував перегоночний рейс KC1388 за сполученням Лісабон—Мінськ—Алмати, але за 6 хвилин після зльоту з авіабази Альверка (Лісабон) літак майже повністю втратив управління. Йому на перехоплення з авіабази Монте-Реал відправились два винищувачі F-16s ВПС Португалії і через 1 годину і 30 хвилин пілотам вдалось посадити пошкоджений літак на авіабазі Бежа. Ніхто з 6 осіб, що перебували на борту (3 пасажири та 3 члени екіпажу), не загинув, але 1 пасажир отримав поранення (травма ноги).
Пілотів рейсу 1388 представили до нагород.

## Наслідки інциденту
Внаслідок інциденту борт P4-KCJ отримав багато пошкоджень та був списаний на металолом.

## Культурні аспекти
Інцидент з рейсом 1388 Air Astana був показаний у 23 сезоні канадського документального телесеріалу «Розслідування авіакатастроф».